# Daphne Blake
Daphne Ann Blake es un personaje ficticio creado y producido por la compañía de animación estadounidense Hanna-Barbera para la serie televisiva Scooby-Doo. Es considerada el tercer personaje más popular de Scooby-Doo, solo siendo superada por Scooby y Shaggy, y ha aparecido en más adaptaciones de otra índole que Shaggy y Scooby.
Daphne es la chica más atractiva de la pandilla, ama la ropa bonita y lucir bien su color de cabello pelirrojo largo de los años 1960 y 1970 la hace un personaje muy llamativo. En la película Scooby-Doo en la isla de los zombis fue conductora de un programa llamado Cara a cara con Daphne Blake, donde ella explicaba muchas de sus experiencias con la banda. En la película Scooby Doo 2: Monsters Unleashed ella y Fred se besan y son pareja.

## Biografía
De acuerdo con la serie original Scooby-Doo ¿dónde estás? y su secuela, Scooby-Doo! Mystery Incorporated, Daphne cursa la secundaria en la escuela preparatoria de Cueva de Cristal (Crystal Cove), donde estudia junto a sus amigos. En la película de 2009, Scooby-Doo: El misterio comienza, Daphne es una de las chicas populares y pertenece al Club de Drama. En dicha película, el arte es su vida, ha memorizado todas las obras de Shakespeare. Sueña con tener su propia fragancia y línea de ropa.

## Mansión Blake
La familia de Daphne posee una extravagante y elegante Mansión en Crystal Cove. En la serie, su habitación fue retratada como un cuarto enorme con un guardarropa muy grande.

## Características
Tiene el cabello rojizo, siempre anda a la moda, por lo general, la veremos con un minivestido púrpura y una pañoleta verde y medias moradas.
En algunas películas, su vestimenta consiste de un saco blazer y una falda de color púrpura, una bluza verde y unos zapatos de tacones, también púrpuras. 
Es conocida como la más bella del grupo principalmente porque ella y Vilma son las únicas mujeres de la pandilla. 
El aspecto que más ha sido modificado de Daphne a lo largo de la franquicia es su personalidad. Ya que mientras en la franquicia original Daphne es mostrada con una personalidad dócil, atenta, vanidosa e ingenua. En las series y películas posteriores (especialmente a partir de los años 90) Daphne aparece con una personalidad más sarcástica y adquiriendo habilidades como utilizar sus productos de belleza como armas y herramientas o aprendiendo artes marciales y toda clase de defensa personales.
Daphne es una joven alegre, siempre dispuesta a ayudar y con un gran sentido de aventura. Aunque de apariencia frágil, es de un carácter fuerte.
Es amante de la moda, alérgica al marísco y a las pieles de imitación

## Actrices de doblaje y cine
- Indira Stefanianna Christopherson: Voz original, 1969-1970.
- Heather North (1970-1985, 2003)
- Kellie Martin (1988-1991)
- Mary Kay Bergman (1998-1999, hasta su muerte)
- Grey DeLisle (2001-presente)
- Sarah Michelle Gellar (2002 y 2004 durante las películas con actores reales)
- Kate Melton (Scooby-Doo: El misterio comienza y Scooby-Doo: La maldición del monstruo del lago)
- Sarah Jeffery en la película con actores reales Daphne y Vilma (2018)
- Amanda Seyfried (adolescente) y McKenna Grace (niña) en ¡Scooby! (2020)
- Constance Wu en la serie para adultos Vilma (2023)

### ParaHispanoamérica
- María Santander: Voz original en ¿Scooby-Doo dónde estás? y El Show de Scooby-Doo (tercera temporada)
- Yolanda Vidal: todas las películas de Warner Bros. Animation, series, especiales, videojuegos y en Scoobynatural; 2001-2015; 2018)
- Azucena Rodríguez (las nuevas películas de Scooby-Doo; El show de Scooby-Doo (1ª-2ª temporada)
- Nancy Mackenzie (Q.E.P.D.) (Los 13 fantasmas de Scooby-Doo)
- Ruth Toscano (en Un cachorro llamado Scooby-Doo)
- Araceli de León (Q.E.P.D.) (para Los nuevos misterios de Scooby-Doo 1984)
- Xóchitl Ugarte (para Scooby-Doo 1 y Scooby-Doo 2)
- Circe Luna (para Scooby-Doo: El misterio comienza y Scooby-Doo: La maldición del monstruo del lago)
- Carla Castañeda (para Be Cool, Scooby-Doo! y películas animadas; 2016-2020; 2021-presente)
- Sandra Olarra (¡Feliz Halloween, Scooby-Doo! 2020)

### ParaEspaña
- Conchi López (2000 – 2014) : La primera vez que intervino como Daphne fue en Scooby-Doo! Y la isla de los zombis (2000) hasta Scooby-Doo! La canción del vampiro (2012). Desde 2015 intervino en el episodio especial de Supernatural (2018) titulado Scooby-Natural (16x13).
- Silvia Sarmentera (2009 – 2010) prestó su voz a la actriz Kate Melton en Comienza el misterio (2009) y Scooby-Doo: La maldición del Monstruo del Lago (2010).
- Silvia Cabrera (2015 – actualidad) voz de Daphne en las versiones animadas para vídeo y streaming. Siendo la primera película Scooby-Doo! y el monstruo de la luna (2015). Así como los cortometrajes en stop-motion de Scooby-Doo! Playmobil Mini Misterios (2020).
- Nina Romero (2017) prestó su voz en la película Scooby-Doo! y el misterio del Rock and Roll.
- Greta Ruíz (2018) dobló a Sarah Jeffery en Daphne y Velma.
- Inma Gallego (2020) dobló a Daphne en la película ¡Scooby! (2020) con las voces originales de Amanda Seyfried (joven) y McKenna Grace (niña)
- Mireia López (2023) interpreta a Daphne con voz original de Constance Wu en la serie Velma.

## Recepción
Muchos fanes de la serie original de Scooby Doo especulan que Daphne y Fred Jones tienen una atracción romántica mutua. Los realizadores de la película con actores reales Scooby-Doo originalmente planearon hacer una referencia al rumor incluyendo una escena en donde Fred le pide a Daphne que se quede, usando la presencia de un cepillo de dientes lo que significaba que quería pasar la noche con Daphne. La escena no estuvo incluida en la versión final del filme.